# Faradsch Fauda

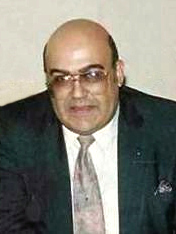
Farag Foda

Faradsch Fauda (arabisch فرج فودة, DMG Faraǧ Fauda, Aussprache in umgangssprachlichem Ägyptisch Farag Foda, * 1946 nahe Damietta im Nildelta; † 7. Juni 1992 in Kairo, ermordet) war ein ägyptischer religionskritischer Publizist und politischer Aktivist.

## Leben
Fauda war von seiner Ausbildung her Agraringenieur und profilierte sich ab Mitte der 1980er Jahre durch seine kritischen Artikel, unter anderem in der Wochenzeitschrift „Oktober“, und seine scharfen Satiren über den islamischen Fundamentalismus in Ägypten. Er beschäftigte sich in vielen Zeitungsartikeln kritisch mit der islamistischen Ideologie. In seinem 1985 veröffentlichten Essay „Vor dem Fall. Dialog über die Anwendung der islamischen Scharia“ (Qabla suqūṭ. Ḥiwār ḥaula taṭbīq aš-šarīʿa) argumentierte er, dass die Scharia noch nie ein gerechtes Staatswesen geschaffen habe und bei der Lösung heutiger Probleme in keiner Weise weiterhelfe. Der Text wurde 1986 zur Zielscheibe heftiger Kritik der Madschallat al-Azhar, der Zeitschrift der ägyptischen Azhar-Universität.
In einem Artikel, der am 23. März 1988 in der Zeitung al-Ahālī erschien, erhob Fauda schwere Anschuldigungen gegen den Scheich der Azhar, Dschad al-Haqq. Dieser wiederum zeigte Fauda 1991 bei der Anwaltschaft der ägyptischen Staatssicherheit an, ihn durch Weglassung des Ehrenprädikats fadīla („Seine Exzellenz“) beleidigt und darüber hinaus die Prophetengefährten beschimpft zu haben. Fauda wurde im Gerichtsprozess freigesprochen.

## Ermordung und Prozess
Am 3. Juni 1992 veröffentlichte die Zeitschrift an-Nūr einen Text, der von zwölf Dozenten der Daʿwa-Fakultät der Azhar und weiteren zwölf Dozenten der Universität Kairo unterschrieben war und den Präsidenten Husni Mubarak dazu aufforderte, die von Fauda gegründete Mustaqbal-Partei zu verbieten. Die Anschuldigung der Zeitung war darauf gerichtet, dass Fauda ein kafir („Abtrünniger“) sei. Verschwiegen wurde dabei, dass die Zeitung an-Nūr zum damaligen Zeitpunkt im Rechtsstreit mit Fauda lag und diesen zu verlieren drohte.
Vier Tage später, am 7. Juni 1992, wurde Fauda in seinem Büro von Angehörigen der Gruppe al-Dschamaʿa al-islamiyya erschossen. Laizistische Intellektuelle machten die Nadwat al-ʿulamāʾ, einen Zirkel von Geistlichen an der Daʿwa-Fakultät der Azhar, für den Mord verantwortlich. ʿAbd al-Ghaffār ʿAzīz, der Vorsitzende der Nadwa, antwortete mit einem 200 Seiten langen Pamphlet, in dem er zwar den Mord an Fauda verurteilte, jedoch deutlich machte, dass er Fauda für einen Apostaten hielt, der den Tod verdiene. Im Januar 1993, kurz vor der Buchmesse, nahm das Verlagshaus der al-Ahram-Zeitung die gesamten Werke von Fauda aus ihrem Programm.
Nach der Ermordung Faudas wurden bei Razzien in Kairo mindestens 200 Islamisten als Verdächtige festgenommen. Zwölf Personen wurden des Mordes, der Zugehörigkeit zu einer Geheimgesellschaft und des Waffenbesitzes angeklagt. Einer der Mörder, ʿAbd asch-Schafi Ahmad Ramaḍan, wurde am 30. Dezember 1993 zum Tode verurteilt und am 26. Februar 1994 hingerichtet. Ein zweiter war bereits vor der Gerichtsverhandlung im Zusammenhang mit einem weiteren Mordversuch exekutiert worden. Drei weitere Angeklagte erhielten Gefängnisstrafen zwischen drei und zehn Jahren (zwei davon in Abwesenheit), acht Personen wurden freigesprochen.
Bei dem Prozess gegen Faudas Mörder sagte der Azhar-Gelehrte Mohammed al-Ghazali al-Saqqa als Zeuge vor Gericht aus, es sei die Pflicht der Regierung, Apostaten hinzurichten; wenn die Regierung diese Pflicht nicht erfülle, hätten andere das Recht, dieses Urteil umzusetzen. Dies ist als besonders markantes Beispiel einer Art von Arbeitsteilung zwischen Al-Azhar-Gelehrten und radikalen Islamisten interpretiert worden. Freilich distanzierte sich Al Azhar in einem öffentlichen Manifest von Teilen dieser Zeugenaussage: Ein Einzelner habe grundsätzlich nicht das Recht, Strafen für Abtrünnige zu exekutieren, gleichgültig wie groß deren Abweichung von der islamischen Lehre sei.

## Werke
- Al-haqiqa al-gha'iba. Kairo 1987
- Die vergessenen Tatsachen. In: Islam, Demokratie, Moderne. C. H. Beck, München 1998, ISBN 3-406-43349-9
- Sein oder Nichtsein. (zuerst arab. 1992) In Andreas Meier, Hg.: Politische Strömungen im modernen Islam. Quellen und Kommentare. Bundeszentrale für politische Bildung, BpB, Bonn 1995, ISBN 3-89331-239-0; sowie Peter Hammer Verlag, Wuppertal 1995, ISBN 3-87294-724-9, S. 144–150[8]

## Belege
1. ↑  Vgl. Zeghal 317f.
2. 1 2  Vgl. Zeghal 335.
3. ↑  Vgl. Zeghal 329.
4. ↑  Vgl. Zeghal 329f.
5. 1 2  Amnesty International: Egypt – Human Rights Abuses by Armed Groups, 1. September 1998.
6. ↑  Tamir Moustafa: Conflict and Cooperation between the State and Religious Institutions in Contemporary Egypt. In: International Journal of Middle East Studies, 32 (1), 2000, S. 3–22, hier: S. 14 und S. 32 (Fußnote 64).
7. ↑  Meir Hatina: Identity Politics in the Middle East. Liberal Thought and Islamic Challenge in Egypt, Tauris, London/New York 2007, S. 69.
8. ↑  Diese Ausgabe auch als Sonderaufl. der Landeszentrale für politische Bildung Nordrhein-Westfalen mit gleicher ISBN. Alle Ausgaben sind gekürzte Versionen von Der politische Auftrag des Islam. Programme und Kritik zwischen Fundamentalismus und Reformen. Originalstimmen aus der islamischen Welt. Peter Hammer, Wuppertal 1994

| Personendaten    | Personendaten          |
| ---------------- | ---------------------- |
| NAME             | Fauda, Faradsch        |
| ALTERNATIVNAMEN  | Foda, Farag; فرج فوده  |
| KURZBESCHREIBUNG | arabischer Publizist   |
| GEBURTSDATUM     | 1946                   |
| GEBURTSORT       | bei Damietta, Nildelta |
| STERBEDATUM      | 7. Juni 1992           |
| STERBEORT        | Kairo                  |